# دامنه ویژه
دامنه ویژه (انگلیسی: Domain specificity) یک موقعیت نظری در علوم شناختی به ویژه رشد شناختی مدرن است که استدلال می‌کند که بسیاری از جنبه‌های شناخت توسط ابزارهای یادگیری تخصصی، احتمالاً از نظر تکاملی مشخص شده پشتیبانی می‌شوند.